# Kalachakra
Kalachakra es un término en sánscrito utilizado en el budismo Vajrayana o tántrico que se traduce como Rueda del Tiempo o Ciclo del Tiempo. 

## Tradición Kalachakra
El término Kalachakra se refiere tanto a la deidad tántrica (tibetano yidam) de Vajrayana como a la filosofía y a las prácticas de meditación contenidas en el escrito Kalachakra Tantra y sus comentarios. El Kalachakra Tantra es propiamente conocido como el Kalachakra Laghutantra, y se dice que éste es una versión resumida del texto original, el Kalachakra Mulatantra, que ya no existe. Algunos maestros budistas aseguran que Kalachakra es la forma más avanzada que existe de práctica vajrayana, y ciertamente es uno de los sistemas complejos dentro del budismo tántrico. 
La tradición Kalachakra gira en torno al concepto de tiempo (kāla) y ciclos (chakra): desde los ciclos de los planetas hasta los ciclos de la respiración. Enseña a trabajar con la energía sutil del cuerpo para poder llegar a la iluminación.
La entidad Kalachakara representa a Buda y por ende a la omnisciencia. Kalachakra es tiempo y, como todo está bajo la influencia del tiempo, Kalachakra lo conoce todo. Por otro lado, su consorte Kalachakri o Kalichakra está consciente de todo aquello que es infinito, no constringido o fuera del reino del tiempo. Están unidos en la postura Yab-yum, la temporalidad y la atemporalidad en conjunción. De manera similar, la rueda no posee ni principio ni fin.

## Kalachakra Tantra

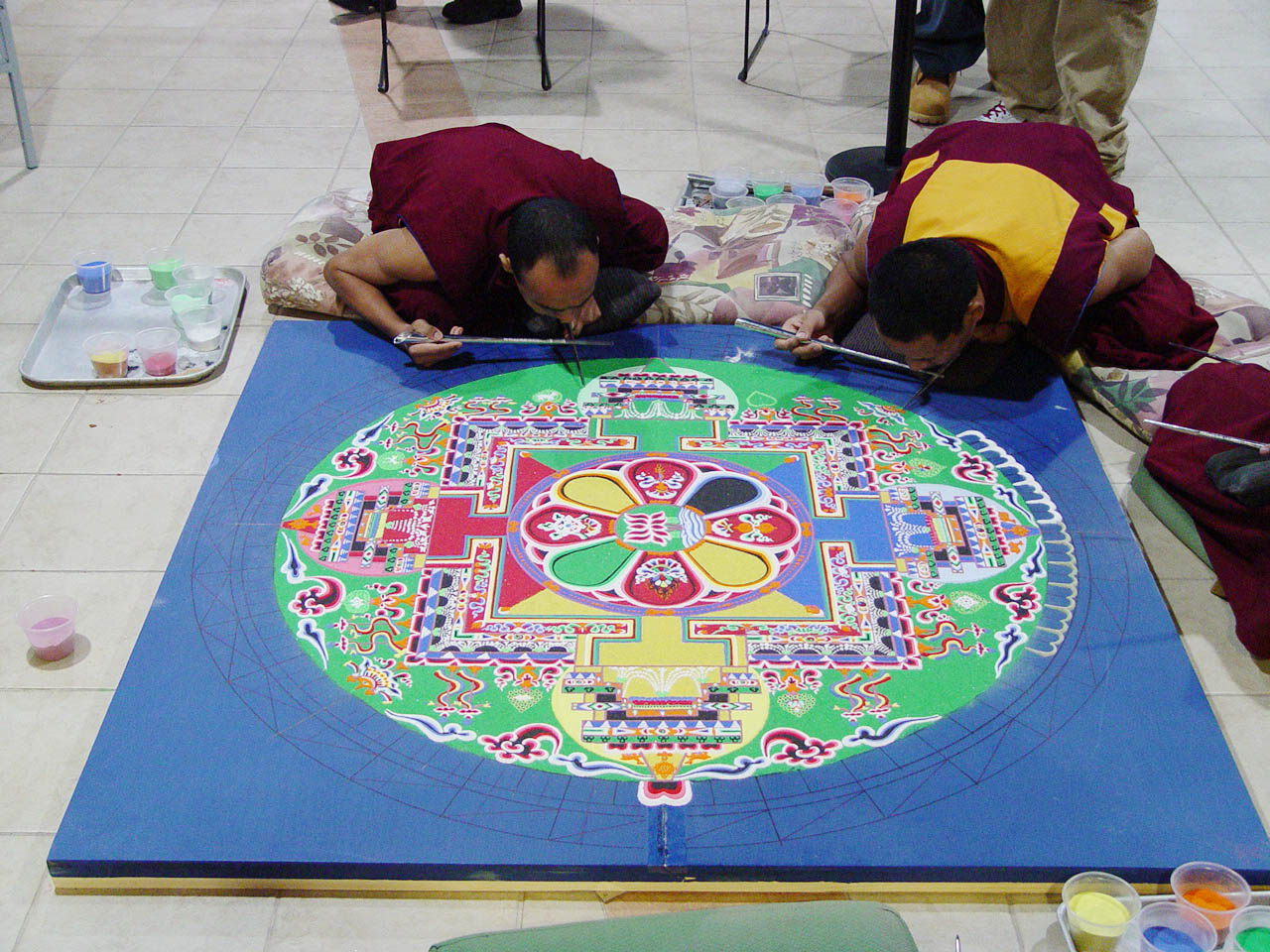
Elaboración de una mandala de arena.

El Kalachakra Tantra se divide en cinco capítulos, los dos primeros de los cuales se consideran kalachakra base. El primer capítulo habla del kalachakra externo -el mundo físico- y en particular el sistema de cálculos del calendario Kalachakra, el nacimiento y muerte de los universos, nuestro sistema solar y el funcionamiento de los elementos.
El segundo capítulo habla del Kalachakra interno, y se refiere a los procesos de gestación y nacimiento humanos, la clasificación de las funciones del cuerpo y la experiencia humana y el vajra-kaya; la expresión de la existencia física en términos de canales, vientos, gotas y demás. La experiencia humana se clasifica en cuatro estados mentales: despierto, soñando, dormido y un cuarto estado que es disponible mediante la energía del orgasmo sexual. Explica entonces el potencial (gotas) que le da origen a estos estados, así como los procesos de su funcionamiento.
Los últimos tres capítulos describen al "Kalachakra alternativo" y hablan del camino y sus frutos. El tercer capítulo trata de la preparación para las prácticas meditativas del sistema: las iniciaciones de Kalachakra. El cuarto capítulo habla de las prácticas como tal, tanto de las meditaciones del mandala y sus deidades así como las prácticas de la etapa de generación y etapa de consumación de los Seis Yogas. El quinto y último capítulo describe el estado de iluminación (fruición) que resulta de la práctica.

## Iniciación

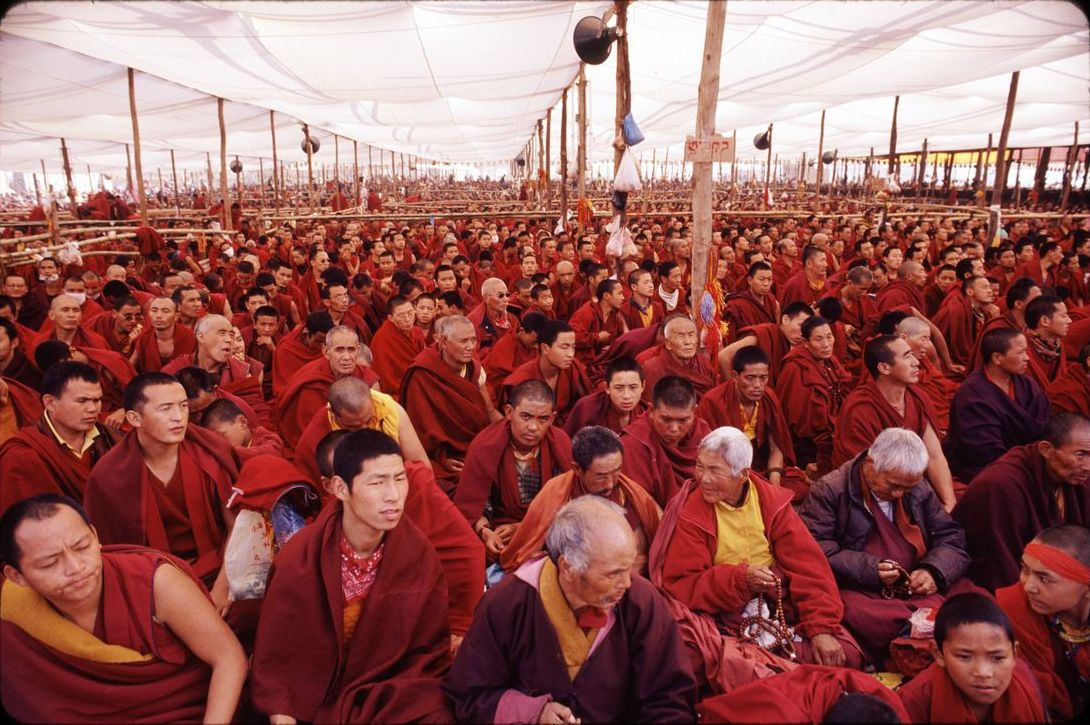
Monjes atienden a la iniciación Kalachakra en Bodhgaya, India, enero de 2003

Así como en todas las prácticas vajrayana, las iniciaciones Kalachakra empoderan al discípulo para poder practicar al Kalachakra Tantra para poder obtener la Budeidad. Existen dos conjuntos principales de iniciaciones que a su vez se subnumeran como once. El primero de estos conjuntos se enfoca en la preparación para las meditaciones de la etapa de generación. El segundo conjunto se enfoca en las prácticas de la etapa de consumación, también conocidas como los Seis Yogas de Kalachakra.  Aquellos invitados que no quieren trabajar las prácticas solo reciben las siete iniciaciones menores.

## Astrología
La frase "así como es afuera también lo es dentro del cuerpo" aparece a menudo en el Kalachakra tantra para hacer énfasis en las similitudes y correspondencias que existen entre los seres humanos y el cosmos; este  concepto es la base de la astrología Kalachakra.
En el Tíbet, el sistema astrológico Kalachakra es uno de los bloques principales de la creación del Calendarios astrológicos tibetanos. La astrología Kalachakra es similar al sistema occidental, utiliza cálculos complicados (pero sorprendentemente acertados) para determinar, entre otras cosas, la localización exacta de los planetas. 

## Historia y origen

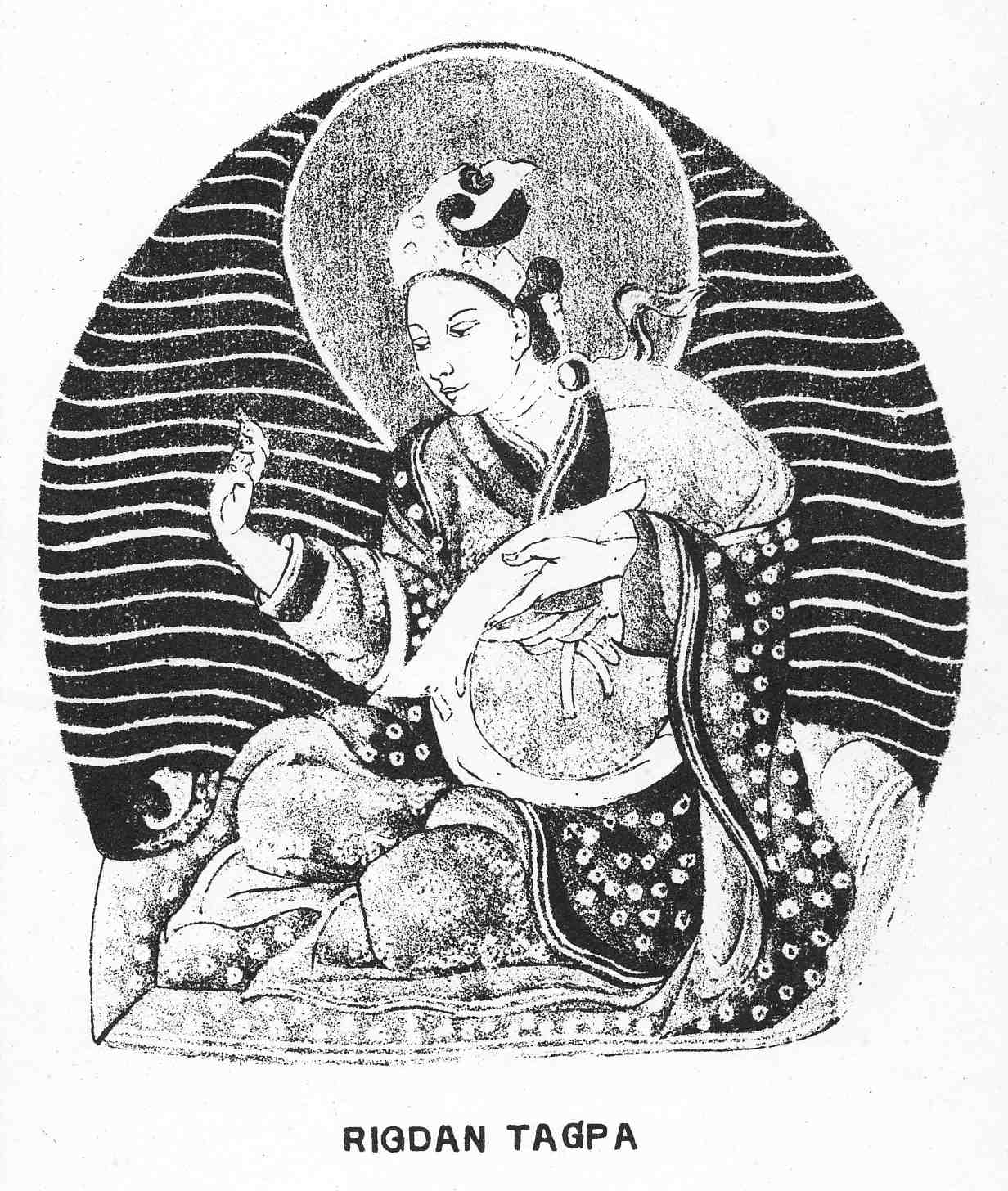
Rigdan Tagpa o Manjushrí Kírti, Rey de Shambhala.

Según el Kalachakra Tantra, el rey Suchandra (tibetano Dawa Sangpo) del Reino de Shambhala pidió enseñanza a Buda para que él pudiera practicar el Dharma sin tener que renunciar a sus responsabilidades y placeres mundanos. 
En respuesta a su petición, Buda enseñó el primer tantra raíz Kalachakra en Dhanyakataka (Palden Drepung en tibetano, cerca del actual Amaravati), una pequeña ciudad en Andhra Pradesh, en el sureste de India, supuestamente por medio de bilocación (aparecer en dos lugares a la vez), ya que al mismo tiempo estaba entregando el discurso de los sutras Prajnaparamita en la montaña del Pico del Buitre en Bihar. Además del rey Suchandra, noventa y seis emisarios y reyes menores de Shambhala también recibieron las enseñanzas. Kalachakra fue recibido entonces en Shambhala y allí permaneció en exclusividad por cientos de años. Los futuros reyes Manjushrikirti y Pundarika condensaron y simplificaron las enseñanzas bajo el nombre de Sri Kalachakra o Laghutantra, y su comentario principal, Vimalaprabha, que sigue siendo, hoy en día, el corazón de la literatura Kalachakra.
Rigdan Tagpa o Manjushrí Kírti nació alrededor del 159 AC y fue regente de Shambhala con más de 300,510 seguidores de la Mlechha (Yavana o religión occidental, algunos de ellos alababan al sol. Se dice que Manjushri expulsó a todos los herejes de esta tierra pero que, después de escuchar sus peticiones, les permitió regresar y, para su beneficio y beneficio de todos los seres, expuso la doctrina Kalachakra. En el 59 AC le entregó el trono a su hijo, Pundarika, y al poco tiempo falleció, y entró así al Sambhoga-káya de la Budeidad.
Actualmente existen dos tradiciones de Kalachakra, el linaje Ra (tibetano Rva-lugs) y el linaje Dro (tibetano Bro-lugs). Aunque existen muchas tradiciones de los textos Kalachakra del sánscrito al tibetano, las traducciones Ra y Dro se consideran las más confiables. Cada tradición ofrece una historia diferente acerca de cómo las enseñanzas Kalachakra lograron regresar a la India desde Shambhala.
En ambas tradiciones, el Kalachakra y sus comentarios (algunas veces conocidos como Bodhisattvas Corpus) regresaron a la India en el año 966DC gracias a un pandit hindú. En la tradición Ra, este personaje se conoce como Chilupa, mientras que en la tradición Dro se le conoce como Kalachakrapada El Mayor. Eruditos como Helmut Hoffman han sugerido que se trata de la misma persona con diferente seudónimo.
Chilupa/Kalachakrapada viajó a Shambhala para recibir la enseñanza de Kalachakra y logró recibir la iniciación por parte del rey Durjaya, el cual se le manifestó como Manjushri. Al regresar a la India, Chilupa/Kalachakrapada logró derrotar en debate a Nadapada (tibetano Naropa), el abad de la Universidad de Nalanda, uno de los centros más grandes de pensamiento budista de la época. Chilupa/Kalachakrapada inició entonces a Nadapada (que vino a ser conocido como Kalachakrapada El Menor) en la tradición Kalachakra. Los demás linajes indotibetanos surgieron a partir de ellos dos. 
Más tarde, la tradición Kalachakra, así como todo el budismo Vajrayana, desapareció de la India debido a las invasiones musulmanas, y logró sobrevivir exclusivamente en Nepal. 

### Asentamiento en el Tíbet

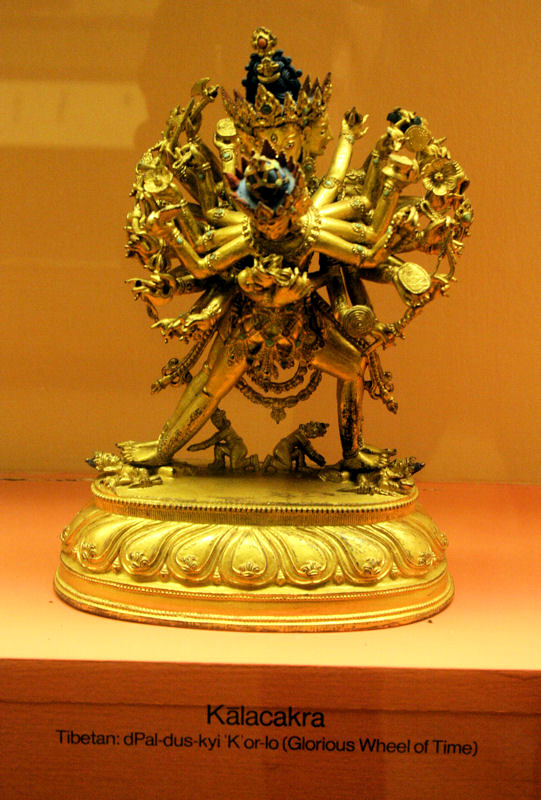
Estatua de Kalachakra en el American Museum of Natural History, Nueva York.

El linaje Dro se establece en Tíbet por un discípulo Kashimiri de Nadapada, conocido como Pandita Somanatha, el cual llegó al Tíbet en 1027 (o 1064DC, según el calendario utilizado), junto a su traductor Droton Sherab Drak Lotsawa, del cual recibe su nombre. El linaje Ra llegó al Tíbet por medio de otro discípulo Kashimiri de Nadapada, llamado Samantashri junto a su traductor Ra Choerab Lotsawa (o Ra Dorje Drakpa). 
Hoy en día, la tradición Kalachakra la practican las cuatro escuelas de budismo tibetano, aunque es mucho más predominante en el linaje Gelug. Es la práctica tántrica oficial de la escuela Jonang, y actualmente lucha para ser reconocida como la quinta tradición del budismo tibetano.

## Controversia
El Kalachakra Tantra ha sido fuente de controversia en occidente debido a que el texto contiene pasajes que pueden ser interpretados como una demonización del Islam. Esto se centra en una profecía de guerra santa entre Budistas y "bárbaros" (Skt. mleccha). Un pasaje en específico del Kalachakra (Shri Kalachakra I. 161) dice, "El Chakravartin aparecerá al final de los tiempos en la ciudad que los dioses crearon en el Monte Kailasa. Castigara entonces a los bárbaros dentro de la batalla con su cuaternaria armada sobre toda la superficie de la tierra."
La profecía de la guerra de Shambhala representa al triunfo de la raza humana sobre el militarismo religioso y el nihilismo/materialismo. El Kalachakra Tantra ofrece una visión de elevación del espíritu humano más allá de estas fuerzas. Expresa una intención de unir a la humanidad en una sola raza "vajra" teniendo en cuenta que cada ser humano posee la misma esencia o "naturaleza budica", más allá de cualquier noción conceptual de "sí mismo" que se base en lo cultural, étnico o emocional. Es decir, está más allá de toda influencia histórica y religiosa. 
Aunque el Kalachakra profetiza una guerra religiosa, tal cosa estaría en conflicto con los juramentos de las enseñanzas budistas Mahayana y Theravada que prohíben la violencia. Según Alexander Berzin, el Kalachakra no fomenta la violencia en contra de las personas sino más bien en contra de la agresión mental y emocional interna que resulta en la intolerancia, el odio, la guerra y la violencia. El comentarista Gelug Kaydrubjey interpreta a la "guerra santa" como el combate interno que los practicantes sostienen contra las tendencias demoniacas y bárbaras de su interior. Esta sería una solución a la violencia ya que el Kalachakra dice que las condiciones del exterior dependen de las condiciones del interior, específicamente de la "Conciencia" de los seres. Vista de esta manera, la guerra ocurre dentro de la mente y emociones del practicante. Es la transformación de la mentalidad arcaica de la violencia en el nombre de la religión y la ideología en sabiduría y contemplación espiritual.
La iconografía tántrica incluye armas filosas, escudos y cadáveres. Todos estos elementos parecen estar en conflicto con los preceptos de no violencia, pero realmente representan a la transmutación de la agresión en un método para sobrepasar al ego y a la ilusión. Tanto Kalachakra como su protector dharmico, Vajravega, sostienen una espada y un escudo en sus segundas manos derecha e izquierda. Son una expresión del triunfo de Buda sobre el ataque de Mara y su protección sobre todos los seres sintientes. El investigador Robert Beer agrega:
Mucho de estos elementos de guerra tienen origen en la arena de batalla y en los campos fúnebres. Como imágenes primordiales de la destrucción, sacrificio, asesinato y necromancia estas armas fueron arrebatadas de las manos de la maldad y se han transformado en objetos que aniquilan a la raiz de la maldad como tal, la identidad conceptual que genera a los cinco venenos de la ignorancia, el deseo, la ira, el orgullo y la envidia. En las manos de los siddhas, las dakinis, las deidades iracundad y los dharmapalas, estos implementos son armas de transformación y de compasión con las que se destruyen a los cientos de ilusiones del ego humano inflado.
Esta profecía también puede referirse a las incursiones islámicas que destruyeron de manera deliberada a la religión Budista en estas regiones del continente La profecía incluye descripciones detalladas de los futuros invasores así como métodos no-violentos para asegurarse de que la enseñanza budista pueda sobrevivir a este evento.
Otra porción de las enseñanzas Kalachakra describe a las mujeres de manera bastante negativa. En su discurso sobre el Kalachakra en Illinois en 1999, el Dalái lama hizo pausa durante su lectura para disculparse por la manera tan critica en la que el texto habla acerca de las mujeres e hizo hincapié en que esta parte estaba dirigida a los monjes que deben evitar a las mujeres. Otra parte controversial en Occidente se refiere a la dimensión sexual de las enseñanzas y la iconografía de la pareja en unión. El estado extático de la unión sexual es una parte elemental de la práctica Kalachakra pero siempre se hace advertencia acerca de como los factores humanos básicos pueden contaminar a esta práctica que es pura en su esencia.